# Аманова, Эбиш
Эбиш Аманова — советский хозяйственный, государственный и политический деятель, Герой Социалистического Труда.

## Биография
Родилась в 1923 году в селе Тазечитир. Член КПСС с 1944 года.
С 1935 года — на хозяйственной, общественной и политической работе. В 1935—1978 гг. — колхозница, звеньевая комсомольско-молодёжного звена, бригадир хлопокводческой бригады на хлопковых плантациях колхоза «Коммунизм» Ильялинского района Ташаузской области Туркменской ССР.
Указом Президиума Верховного Совета СССР от 30 июня 1950 года за получение высокого урожая хлопка на поливных землях в 1949 году присвоено звание Героя Социалистического Труда с вручением ордена Ленина и золотой медали «Серп и Молот».
Умерла после 1978 года.